# Florian Von Zurowski
Florian Von Zurowski, também conhecido como Floriano Zurowski, ( Prezmsyl, Galícia, ? — ? ), foi marinheiro e engenheiro ucraniano.
Inicialmente veio para a Argentina onde teve o comando da Esquadra de Buenos Aires durante a sublevação contra Urquiza, em 1853. A esquadra composta de seis navios foi posta em combate em 18 de abril enfrentando a Confederação nas águas de Martin Garcia, sendo derrotada. Esta derrota levou à demissão de Zurowski que provavelmente emigrou para o Brasil. 
Em outubro de 1857 foi nomeado diretor da recém criada Colônia Santo Ângelo onde permaneceu até dezembro do mesmo ano, sendo substituído pelo Barão Von Kahlden. 